# Eduard Nikolajewitsch Artemjew

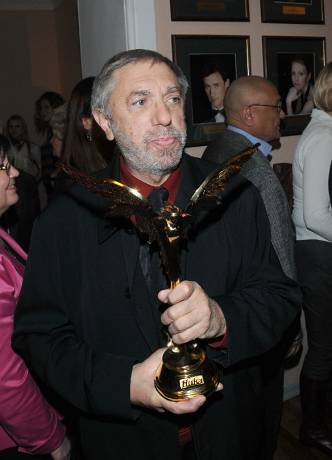
Eduard Artemjew (2008)

Eduard Nikolajewitsch Artemjew (russisch Эдуард Николаевич Артемьев; * 30. November 1937 in Nowosibirsk, Russische SFSR, Sowjetunion; † 29. Dezember 2022 in Moskau), auch in der englischen Transkription Edward Artemiev bekannt, war ein russischer Komponist und Musiker im Genre der elektronischen Musik und der Filmmusik. Außerhalb Russlands machte er sich vor allem durch Soundtracks zu bekannten russischen Filmen wie Solaris, Stalker oder Der Barbier von Sibirien einen Namen.

## Leben
Eduard Artemjew wurde in Nowosibirsk geboren, wo seine Moskauer Eltern auf der Durchreise waren. Im Alter von sieben Jahren wurde er zu seinem Onkel nach Moskau geschickt. Seine erste musikalische Ausbildung erhielt er an der Chorkunstakademie Moskau. 1960 absolvierte er ein Studium der Komposition am Moskauer Konservatorium bei Juri Schaporin und Nikolai Sidelnikow.
Sein Interesse an Synthesizern und elektronischer Musik entwickelte sich in den 1960er Jahren, als elektronische Musikerzeugung noch in den Anfängen war. Um 1967 verwendete er eines der ersten Synthesizermodelle weltweit, den ANS-Synthesizer des sowjetischen Ingenieurs und Synthesizerpioniers Jewgeni Mursin. Hierdurch avancierte Artemjew nicht nur zum ersten Elektronik-Musiker in der damaligen Sowjetunion, sondern auch – neben Künstlern wie Klaus Schulze oder Florian Fricke – zu einem der Pioniere des Genres. Seine Bekanntheit erlangte Artemjew allen voran durch die Zusammenarbeit mit dem Filmregisseur Andrei Tarkowski Mitte der 1970er Jahre. Aus dieser Zeit stammen auch die Soundtracks zu Tarkowskis Meisterwerken Solaris, Stalker und Der Spiegel. Dabei setzte Artemjew – wie auch in seinen früheren Werken – weniger bis gar nicht auf die Melodie, sondern auf neuartige elektronische Klänge, die seiner Musik einen spezifischen, atmosphärischen Stil verliehen, der den eigenständigen, „nachdenklichen“ Charakter der Tarkowski-Filme gut ergänzte.
Seit seiner Zusammenarbeit mit Tarkowski schrieb Artemjew hauptsächlich Filmmusik, unter anderem zu Filmen von Regisseuren wie Andrei Kontschalowski und Nikita Michalkow. Einige der Soundtracks wurden auf dem russischen Plattenlabel Electroshock Records von Eduard Artemjews Sohn Artemi, ebenfalls als Elektronik-Komponist tätig, auf CD herausgegeben. In Russland wurde Artemjew für seine Filmkompositionen mehrmals ausgezeichnet, unter anderem erhielt er dreimal den Nika-Filmpreis.
Artemjew wurde Anfang Dezember 2022 mit einer SARS-CoV-2-Infektion in ein Moskauer Krankenhaus eingeliefert, wo er Ende desselben Monats im Alter von 85 Jahren starb.

## Soundtracks (Auswahl)
- 1963: Begegnung im All (Мечте навстречу)
- 1972: Solaris (Солярис)
- 1975: Der Spiegel (Зеркало)
- 1976: Sklavin der Liebe (Раба любви)
- 1979: Sibiriade (Сибириада)
- 1979: Stalker (Сталкер)
- 1982: Alexander der Kleine (Александр Маленький)
- 1983: Mondscheinbogen (Lunnaja raduga)
- 1985: Sieben Elementarkräfte (Sem stichi)
- 1987: Der Bote (Kurjer)
- 1988: Die Stadt Zero (Город Зеро)
- 1991: Urga (Урга)
- 1994: Die Sonne, die uns täuscht (Утомлённые солнцем)
- 1997: Die Abenteuer des Odysseus (The Odyssey)
- 1998: Der Barbier von Sibirien (Сибирский цирюльник)
- 2001: So weit die Füße tragen
- 2007: 12
- 2009: The Nutcracker in 3D (Щелкунчик и Крысиный Король)
- 2014: Die weißen Nächte des Postboten (Белые ночи почтальона Алексея Тряпицына)